# Jean-Baptiste de Ribier du Châtelet
Jean-Baptiste de Ribier du Châtelet, né le 16 avril 1779 au château de Layre à Saignes (Cantal) et décédé le 3 décembre 1844 à Ydes (Cantal) est un historien français spécialiste du Cantal, maire de Ydes, membre du conseil d'arrondissement de Mauriac, de la société d'agriculture du département et correspondant de la société royale des antiquaires de France.

## Biographie
Jean-Baptiste de Ribier est le fils de Jean-François de Ribier, seigneur de Layre à Saignes, et de Catherine de Fontanges. Il épouse le 22 août 1809 Marie-Charlotte de Chaslus, héritière du château Châtelet à Montfouilloux sur la commune de Ydes (Cantal) dont il sera le maire.
Il aura deux enfants : Ernest de Ribier et Zélie de Ribier.
Il travaille assidument sur l'histoire des communes du Cantal et publie en 1824 un premier ouvrage : le Dictionnaire statistique du département du Cantal.
Il poursuit ensuite son travail afin de le compléter. En 1838, afin de continuer son œuvre est créée la Société cantalienne, société savante d'histoire, d'inventaire et d'étude du patrimoine aussi bien naturel que culturel du Cantal.
La deuxième version du Dictionnaire statistique et historique du Cantal est publiée et enrichie en 5 volumes de 1852 à 1857 par la Société cantalienne. Cet ouvrage reste l'ouvrage de référence pour la connaissance du département.

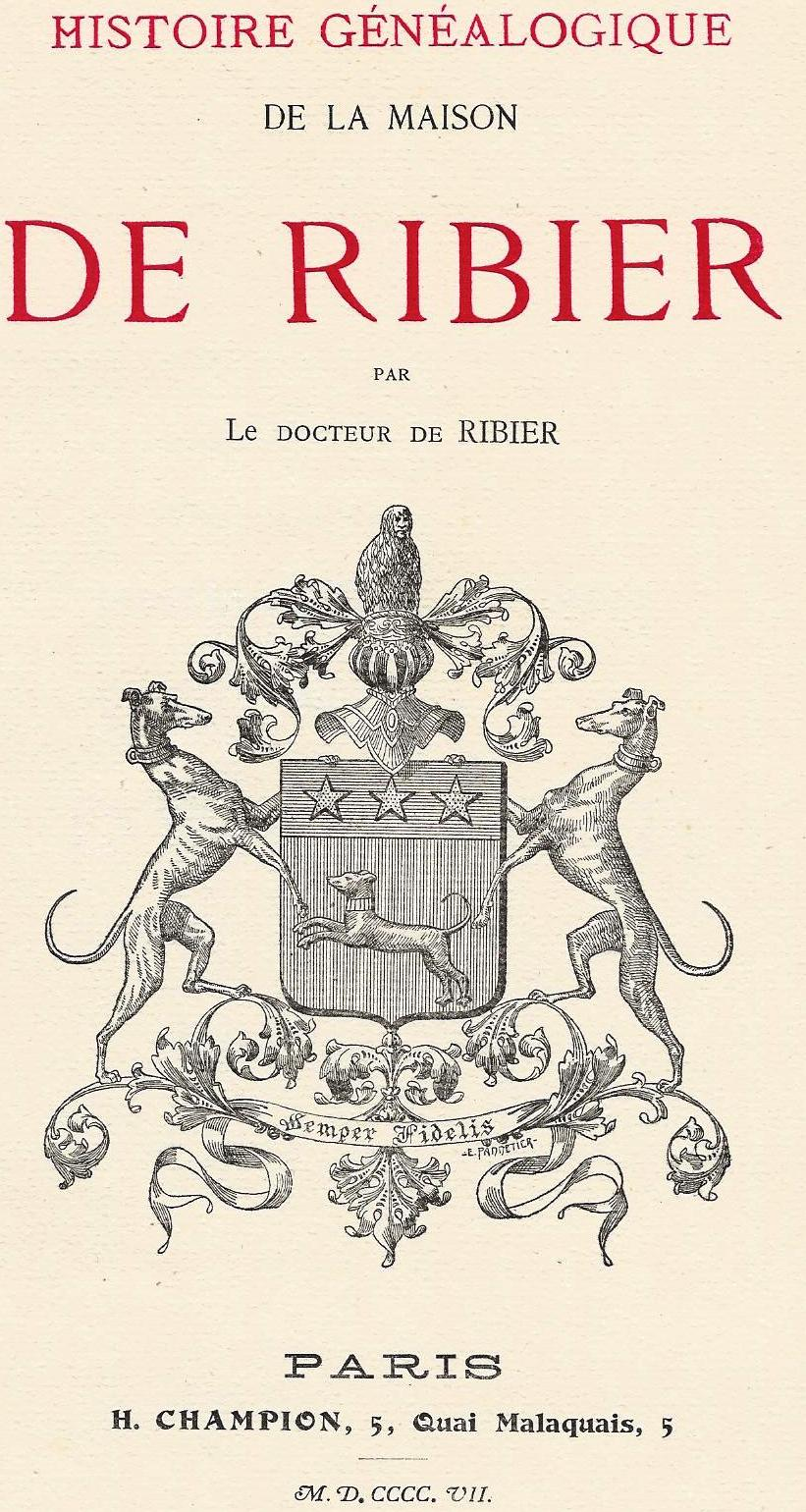
Histoire généalogique de la maison de Ribier

Jean-Baptiste de Ribier du Châtelet décède à Ydes, dont il fut le maire, le 3 décembre 1844.
Dans son Histoire Généalogique de la Maison de Ribier
, le Docteur Louis de Ribier écrit :
Jean-Baptiste de Ribier du Châtelet, -nom sous lequel on le désignait ordinairement, - était le quatrième fils de Jean-François de Ribier, seigneur de Layre, et de Catherine de Fontanges. Il naquit au château de Layre, le 22 mai 1779.
Admis le 31 décembre 1787, comme élève du Roi, à l'école militaire d'Effiat, il y fit ses premières études ; mais l'école ayant été licencié en 1792, il renonça à la carrière des armes.
En 1807, il entreprit un long voyage à Maëstrich pour aller y chercher son oncle, M. Charles de Fontanges, qui était devenu presque subitement aveugle. La relation de ce voyage, restée manuscrite, comprend trois grandes étapes : la première, de Bort à Paris, la seconde, de Paris à Bruxelles, et la dernière, de Bruxelles à Maëstrich, qui était alors chef-lieu du département de la Meuse-Inférieure. Le jeune observateur relate, dans un style clair et simple, les diverses péripéties de son voyage, et sa relation est pleine d'aperçus intéressants sur les contrées qu'il traverse, sur les villes, les monuments, les voies de communications, les usages et les mœurs des habitants. M. Eugène de Ribier, son arrière-petit-neveu, alors professeur au lycée de Nantes, en a fait un compte-rendu fort applaudi à la Société archéologique de cette ville, dans la séance du 6 juin 1899. Le 22 août 1809, il épousa demoiselle Marie-Charlotte de Chalus, fille à feu Jean-François et à dame Marie-Anne de Chalus, héritière du Châtelet. Leur contrat avait été passé au château d'Auzers, le 16 août, par Forestier, notaire à Méallet. Cette alliance lui permit de se livrer à ses goûts favoris pour les études historiques et les recherches archéologiques.
C'est ainsi qu'il pratiqua, d'abord dans la vallée de la Sumène, siège d'une ancienne station gallo-romaine, des fouilles nombreuses, qui provoquèrent de sa part d'intéressants rapports consignés dans les Mémoires de la Société des Antiquaires de France, dont il était correspondant. En 1818, il découvrit à La Prade, près Saignes, la source d'eau qui porte son nom : Source de Ribier. De 1819 à 1825, il mit au jour les sources de la Jarriges, appelées aujourd'hui Sources d'Ydes. Ses recherches de 1827 furent encore plus fructueuses; le modeste et savant archéologue put constater et lever le plan des fondations d'un véritable établissement de bains romains, au-dessous, et à 150 mètres du bourg d'Ydes. Explorateur infatigable, M. de Ribier parcourut en tous sens le département du Cantal, pour recueillir dans les archives publiques et privées les éléments du dictionnaire statistique de ce département qu'il publia en 1825. C'était la première étude d'ensemble faite sur la Haute-Auvergne, étude considérable et consciencieuse, bien qu'un peu sommaire et qui, dans l'esprit de son auteur, n'était que l'ébauche d'un travail beaucoup plus important, auquel il consacra les vingt dernières années de vie. Pas une ville, pas une commune, pas un château n'ont été oubliés ; chaque vieux manoir, chaque couvent, chaque monastère, chaque famille a été l'objet de ses minutieuses investigations. Il le dit lui-même dans la préface du nouveau dictionnaire dont il avait déjà préparé la seconde édition, quand la mort vint le surprendre le 3 décembre 1844.

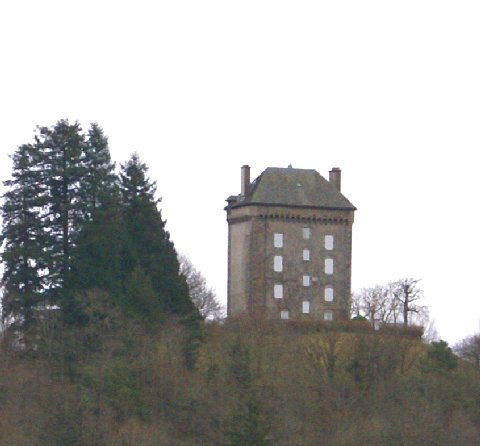
Château du Châtelet à Montfouilloux (Ydes)

Ce fut une véritable perte pour le monde des savants et des chercheurs auquel appartenait M. de Ribier du Chatelet. La commission des monuments historiques du Cantal, dans sa séance du 27 du même mois de décembre, témoigna par l'organe de son président, le vif regret qu'elle éprouvait de cette mort. "M. de Ribier, dit M. de Bantel, comptait parmi nos membres les plus laborieux et les plus distingués, et sa vie entière n'a été qu'une longue suite de travaux consacrés à l'histoire, à l'honneur et à l'illustration de son pays." L'amitié de M. Bouillet pour son ancien collègue lui inspira une notice émue dans ses Tablettes historiques de l'Auvergne, et le baron de Sartiges d'Angles fit paraitre, dans la seconde édition du Dictionnaire du Cantal, un article nécrologique qui se termine ainsi : "Au surplus, ce n'est pas seulement par ses travaux historiques et archéologiques que M. de Ribier du Châtelet se rendit recommandable ; il se fit aimer par l'amitié de son caractère, autant qu'il se fit estimer par la sévère équité, la scrupuleuse exactitude avec lesquelles il remplit les fonctions de Maire de sa commune, de Juge de Paix du canton de Saignes et de Membre du Conseil d'arrondissement de Mauriac ; fonctions qu'il exerça successivement ou simultanément pendant plus de vingt années. Il donna aussi ses soins à l'agriculture, à l'horticulture, et contribua des premiers, par son exemple, à introduire dans le pays les améliorations qui y ont fait tant de progrès.".
La presse parisienne se fit l'écho des regrets que provoqua, dans le monde savant, la mort de M. de Ribier du Châtelet et dont voici un extrait des appréciations élogieuses que lui consacra J.-M. Tiengou, dans la Gazette de France : "L'auteur du Dictionnaire historique et statistique du Cantal était de ces savants opiniâtres, qui préfèrent le granit au sable, l'inscription durable à la brillante éphémère arabesque. son compas ne songea jamais à mesurer le monde, comme le dit le poète de Mantoue ; mais il aimait son Auvergne de toute son âme et il consacra vingt-six années de sa vie à en étudier l'histoire, pâlissant chaque soir sur l’œuvre accomplie et rêvant à l’œuvre du lendemain, revenant toujours les mains pleines et trouvant toujours qu'il lui restait encore à chercher, sans cesse penché sur une tâche sans fin..."

L’œuvre de Jean-Baptiste de Ribier ne pouvait rester inédite. Des érudits de toutes provenance : historiens, archéologues, numismates, ingénieurs, économistes, littérateurs même, réunis sous le nom d'Association cantalienne, se firent ses collaborateurs posthumes avec un empressement patriotique au-dessus de tout éloge. En reconnaissant leurs mérites et leurs incontestable autorité en pareille matière, nous nous permettons de répéter ce que nous écrivions déjà en 1902 : "Si la collaboration de ces savants continuateurs s'est souvent manifestée d'une façon heureuse par des développements inédits et des aperçus nouveaux, elle a, en revanche, enlevé à son œuvre le caractère d'unité et d'originalité que l'on admire dans le manuscrit de l'auteur. Le Dictionnaire statistique et historique du Cantal, bien que publié sous le nom de M. de Ribier du Châtelet, n'est qu'une sorte d'encyclopédie locale, bourrée d'érudition et de détails, à laquelle chaque collaborateur a apporté, avec le résultat de ses travaux personnels, l'empreinte de ses qualités et de ses défauts."
Indépendamment de ces conséquences, cette collaboration a eu le grave inconvénient de répartir, momentanément, les riches archives de M. de Ribier entre les divers collaborateurs qui s'empressèrent d'emporter les documents afférents aux articles dont ils s'étaient chargés ; mais comme il arrive toujours en pareille occurrence, on se garda bien de reconstituer le faisceau après la publication du dictionnaire en 1857, et c'est ainsi que les monceaux de chartes, de parchemins et de papiers, réunis par ses soins et qui constituaient, en quelque sorte, le Trésor des Chartes de la Haute-Auvergne, furent en grande partie dispersés et perdus : perte d'autant plus irréparable que M. de Ribier et ses continuateurs avaient le tort de ne pas indiquer la source et la provenance des pièces citées.
Le cabinet de M. de Ribier qui renfermait une collection rare, et pour ainsi dire unique, d'objets anciens de toutes sortes : médailles d'argent, de bronze et de cuivre, bracelets, chatons de bagues, haches, poignards, pointes de flèches en silex, armes de diverses époques, terres cuites et poterie gallo-romaines ou autres, boiseries, etc., n'a pas été plus épargné que ses archives. Toutes ces pieuses reliques, si laborieusement amassées, ont été gaspillées et vendues à vil prix, après son décès, avec une inconscience inexcusable. quelques panneaux de coffres Renaissance, de facture auvergnate, seuls échappés au désastre, ont été recueillis par le musée de Clermont.
Jean-Baptiste de Ribier eut trois enfants de Marie-Charlotte de Chalus, sa femme, décédée au Châtelet le 9 décembre 1814.
A. - Jean-François-Ernest de Ribier, né le 4 octobre 1810, mort célibataire au Châtelet, le 24 février 1883.
B. - Antoine, dit Félix de Ribier, né le 12 mars 1812, mort le 7 décembre 1832.
C. - Marie-Magdeleine, dite Zélie de Ribier, née le 27 juin 1813, mariée le 31 janvier 1837 à Henri-Jules-Charles de La Vaissière de Lavergne, fils à Balthazar et à dame Margueritte d'Anglars de La Garde. Elle est morte au Châtelet le 28 février 1870, ayant eu neuf enfants. Deux d'entre eux : Jules, né le 6 mai 1846, marié en 1875 à Mademoiselle Marie Faure ; et Sylvestre, né le 31 décembre 1850, marié en 1872 à Mademoiselle Marie-Thérèse Raymond de Tautal, ont une nombreuse descendance.

## Publications
- Le Dictionnaire statistique du département du Cantal. paru en 1824.
- Le Dictionnaire statistique du département du Cantal. - Vol. I (ALL-CAN) paru en 1852.
- Dictionnaire statistique ou Histoire, description et statistique du département du Cantal. - Vol. II (CAN) paru en 1853.
- Dictionnaire statistique ou Histoire, description et statistique du département du Cantal. - Vol. III (CAP-LAS) paru en 1855.
- Dictionnaire statistique ou Histoire, description et statistique du département du Cantal. - Vol. IV (LAS-PAU) paru en 1856.
- Dictionnaire statistique ou Histoire, description et statistique du département du Cantal. - Vol. V (PAU-YTR) paru en 1857.
- De Cheyssac à Maastricht. Relation d'un voyage fait en 1807 par l'auteur du Dictionnaire du Cantal.  publié en 1999 par Gerber (Aurillac). 103 p.  (ISBN 2-8557-9016-6)
- Dictionnaire des lieux habités du Cantal, indiquant les communes où ils sont situés, et formant la table du Dictionnaire historique et statistique du Cantal , 1861

## Rééditions
- Dictionnaire statistique du département du Cantal. paru en 1824[3].
  - réédité par le livre d'histoire-Lorisse  (ISBN 2-8776-0693-7)
  - consultable sur Google Books
- Dictionnaire statistique ou Histoire, description et statistique du département du Cantal. - 5 Volumes[3]
  - réédité par Ero  (ISBN 2-8555-4043-7)
  - réédité par le livre d'histoire-Lorisse Département Cantal
  - Tome II consultable sur Google Books
  - Tome III consultable sur Google Books
  - Tome IV consultable sur Google Books

## Sources partielles
- Dictionnaire statistique du département du Cantal. paru en 1824, réédité par le livre d'histoire-Lorisse  (ISBN 2-8776-0693-7)
- Canton de Saignes (Cantal) Marceline Brunet, Lionel Sauzade, Isabelle Védrine, Maryse Durin-Tercelin, édité par l'association étude du patrimoine auvergnat. 1999, 88 p.  (ISBN 2-9055-5418-5)